# Metal Injection
Metal Injection – amerykański internetowy magazyn muzyczny założony 1 stycznia 2001 roku przez Franka Godlę i Roberta Pasbaniego, poświęcony recenzjom, wiadomościom, wywiadom i prezentacjom ze świata muzyki heavy metalowej.
Siedziba magazynu mieści się w Brooklynie (Nowy Jork), a jego dyrektorem naczelnym jest Frank Godla.

## Historia i profil
Stronę internetową Metal Injection założyli 1 stycznia 2004 roku Robert Pasbani i Frank Godla, dawni koledzy z ławy szkolnej. Jako dorośli zainteresowali się heavy metalem, po czym nawiązali współpracę i tworząc wiosną 2003 roku program telewizyjny Metal Injection, będący zwiastunem strony internetowej. Metal Injection dostarcza swoim czytelnikom heavy metalowych treści za pośrednictwem szerokiej gamy mediów internetowych (takich jak aplikacja na iPhone’a, podcast, wywiady wideo, wideoklipy na żądanie), który to model biznesowy lepiej pasuje, zdaniem Pasbaniego, do ciągle zmieniającego się środowiska internetowego, niż pierwotny profil radiowo-telewizyjny Metal Injection.
16 stycznia 2006 roku Metal Injection założył swój kanał na YouTube, mający 319 tysięcy subskrybentów i notujący ponad 88,5 miliona wyświetleń (2 luty 2025).
W październiku 2012 roku Metal Injection we współpracy z MetalSucks i 1000Knives zorganizował przegląd CMJ Showcase z udziałem takich wykonawców jak: Pig Destroyer, KEN Mode, Early Graves i Encrust.
Wybuch pandemii COVID-19 na początku 2020 roku spowodował odwoływanie koncertów muzycznych. Wielu artystów nie czekając aż koncerty będą mogły zostać bezpiecznie wznowione, rozpoczęło eksperymentowanie z wcześniej nagranymi wideo i transmisjami na żywo, aby przenieść to doświadczenie do domów swoich fanów. Frank Godla postanowił w maju tego samego roku zorganizować festiwal online, Slay at Home, zamawiając nagrania u najbardziej znanych artystów heavy metalowych, takich jak Gorguts, Revocation i The Dillinger Escape Plan.
Od stycznia 2022 roku Metal Injection razem z MetalSucks oraz Blast Beat Network należy do firmy The Orchard, będącej częścią Sony Music Entertainment). Wspólnym ich dyrektorem jest Frank Godla.
15 czerwca 2023 roku Metal Injection zapowiedział zorganizowanie własnego, dwudniowego festiwalu Metal Injection Festival w dniach 16–17 września w Orange County w Kalifornii, w dwóch miejscach, The Observatory i House of Blues w Anaheim.
W czerwcu 2024 roku Metal Injection we współpracy z Thin Man Brewer wprowadził na rynek własną markę pilznera, Neck Breaker. 

## Metal Injection w agregatorach recenzji
Recenzje albumów muzycznych Metal Injection sa cytowane w agregatorze opinii muzycznych Album of the Year.

## Nagrody i wyróżnienia
- 2012 – nagroda O Music Awards MTV w kategorii: Beyond the Blog[10].
- W 2013 roku zaliczony (obok MetalSucks, Blabbermouth.net, Encyclopaedia Metallum) do 10 ulubionych magazynów metalowych tygodnika LA Weekly[11].